# Ревунов Круг
Ревунов Круг (укр. Ревунів Круг) — посёлок Черниговского района Черниговской области Украины. Население 94 человек.
Код КОАТУУ: 7425583702. Почтовый индекс: 15544. Телефонный код: +380 462.

## Власть
Орган местного самоуправления — Ковпытский сельский совет. Почтовый адрес: 15544, Черниговская обл., Черниговский р-н, с. Ковпыта, ул. Грачёва, 3, тел. 68-63-31, факс 68-63-35.